# Громкоговоритель

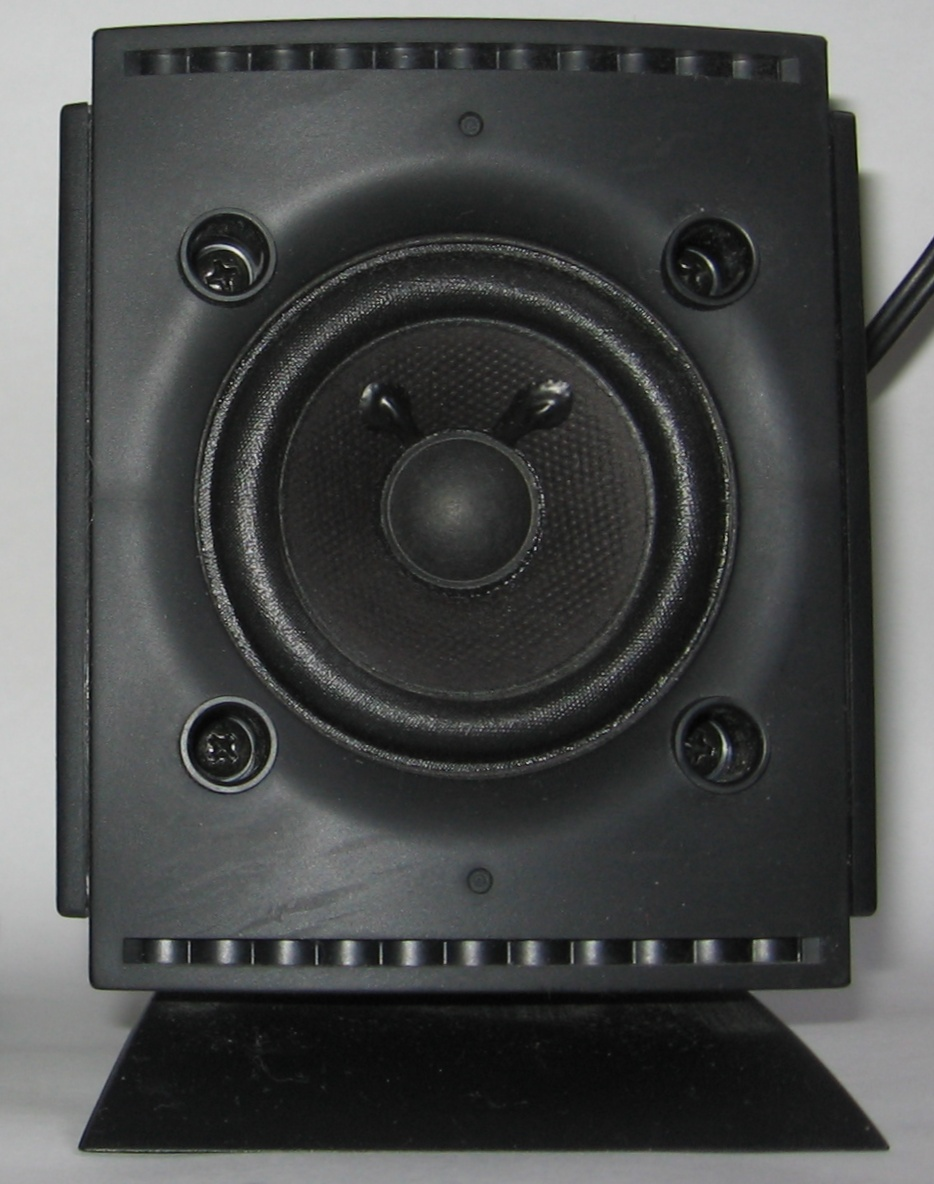

Громкоговоритель — устройство для преобразования электрических сигналов в акустические (звук) и излучения их в окружающее пространство (обычно — воздушную среду). Состоит из одной или нескольких излучающих головок, которые собственно и являются источниками звука, а также акустического оформления, необходимого для более эффективного излучения звука в заданной полосе частот.
Функционально к громкоговорителям близки телефоны (наушники), однако, в отличие от громкоговорителей, они не предназначены для излучения звука в открытое пространство.

## Лингвистические аспекты
- В разговорной речи громкоговорителями называют головки громкоговорителей, что не одно и то же, головку иначе можно назвать звукоизлучателем, но не громкоговорителем, хотя до 1980-х годов таких различий в терминологии не существовало[К 1].
- Динамическую головку громкоговорителя (электроакустический преобразователь) называют также «динамик». В просторечии и жаргоне словом «динамик» нередко называют и громкоговоритель целиком. В компьютерных кругах используется также выражение спикер (распространяется на динамическую головку/пищалку в системном блоке).
- Для термина акустическая система существуют два устаревших синонима, которые тоже в прошлом были стандартизованы в качестве терминов — акустический агрегат и звуковая колонка.
- По крайней мере до первой половины 30-х годов наряду с термином «громкоговоритель» употреблялось и слово «говоритель»[2].

## История
Александр Грэм Белл запатентовал свою первую электромагнитную головку (капсюль) как одну из составных частей своего телефона в 1876—1877 гг. В 1878 г. конструкция была усовершенствована Вернером фон Сименсом. Никола Тесла в 1881 г. также заявил об изобретении подобного устройства, но не запатентовал его. В то же время Томас Эдисон получил британский патент на систему, использовавшую сжатый воздух в качестве механизма усиления звука в его ранних валиковых фонографах (см. сирена (акустика)), но в конечном итоге установил обычный металлический рупор, колебания воздуха в котором вызывались мембраной, связанной с иглой.
В 1898 г. Х. Шорт запатентовал конструкцию громкоговорителя, управляемого сжатым воздухом и затем продал права Чарльзу Парсонсу, получившему ранее в 1910 г. ещё несколько британских патентов.
Несколько компаний, включая Victor Talking Machine Company и Pathe, выпускали проигрыватели, использующие головки, управляемые сжатым воздухом. Однако подобные устройства (головки косвенного излучения) нашли лишь ограниченное применение, ввиду плохого качества звука и неспособностью воспроизводить звуки низкой громкости. Разновидности подобных систем использовались в звукоусилительных установках (для больших площадей, стадионов и т. п.) и, значительно реже, в промышленности в испытательной технике вибростенды, например, для тестирования космического оборудования на устойчивость к низкочастотным вибрациям, производимым стартующей ракетой.
Современная конструкция головки с подвижной катушкой (Динамическая головка, ДГ) разработана в 1898 г. Оливером Лоджем. Принцип был запатентован в 1924 г. Честером У. Райсом и Эдвардом У. Келлогом.
Первые ДГ с электромагнитами были очень больших размеров, а мощные постоянные магниты — труднодоступны, ввиду значительной стоимости. Зачастую вместо постоянных магнитов использовался электромагнит (катушка подмагничивания). Заодно он мог служить и дросселем в сглаживающем фильтре блока питания. Впоследствии, с развитием технологий постоянных магнитов (кобальтовые, альнико), ДГ с катушкой подмагничивания вышли из употребления.
Качество акустических звуковоспроизводящих систем до начала 1950-х годов было сравнительно низким. Продолжающееся до сих пор улучшение дизайна корпусов и материалов ДГ привело к существенному улучшению качества звуковоспроизведения. Наиболее значительными усовершенствованиями являются усовершенствование рамы, открытие технологии высокотемпературной адгезии, улучшение технологии изготовления постоянных магнитов, усовершенствование измерительной техники, проектирование и анализ элементов при помощи компьютера.

## Классификация громкоговорителей

### Виды громкоговорителей в зависимости от способа излучения звука
- Электродинамический громкоговоритель — в нём источником механических колебаний диффузора является лёгкая катушка, движущаяся в поле мощного магнита. Получил наибольшее распространение.
- Электростатический громкоговоритель — основан на электростатическом взаимодействии тонких мембран, между которыми приложено высокое напряжение
- Пьезоэлектрический громкоговоритель — основан на пьезоэффекте.
- Электромагнитный громкоговоритель — в нём диффузор из магнитных материалов движется под действием магнитного поля электромагнита
- Ионофон — схема без диффузора, в которой колебания воздуха возникают под действием электрического заряда
- Громкоговорители на базе динамических головок специальных видов (магнепланарных, изодинамических, ленточных, ортодинамических, излучателях Хейла)

### Функциональные виды громкоговорителей
- Акустическая система — громкоговоритель, предназначенный для использования в качестве функционального звена в бытовой[источник не указан 1255 дней] и профессиональной[К 2] радиоэлектронной аппаратуре, имеет строгие, хорошо измеряемые, характеристики звуковоспроизведения.
  - Линейный массив — акустическая система, состоящая из большого количества громкоговорителей (модулей линейного массива), подвешиваемых друг к другу, создающих суммарно большое звуковое давление на больших расстояниях от массива.

- Абонентский громкоговоритель (абонентская радиоточка) — громкоговоритель, предназначенный для воспроизведения передач низкочастотного канала сети проводного вещания.
- Концертный громкоговоритель — имеет большую громкость (обеспечивает значительное звуковое давление), имеет высокую перегрузочную способность и устойчивость к внешним воздействиям;
- Громкоговорители для музыкальных трансляций в публичных местах (Public Adress), например, в ресторанах, барах, кафе, торговых центрах, магазинах, парках и т. д.. Предназначены для ежедневного постоянного фонового (негромкого) качественного воспроизведения музыки, а также рекламных/речевых сообщений посетителям. Часто, звукоусилительные системы с громкоговорителями для музыкальных трансляций, имеют возможность автоматического экстренного переключения в режим работы СОУЭ. При этом фоновая музыка позволяет ежедневно контролировать работоспособность каждого громкоговорителя СОУЭ.
- Громкоговорители для систем оповещения и управления эвакуацией (СОУЭ) (громкоговорители этих систем похожи по назначению, могут отличаться громкостью и качеством звуковоспроизведения) — основное внимание уделяется разборчивости речи, направленности и равномерности звукового давления на всей озвучиваемой территории.
- Специальные громкоговорители для работы в экстремальных условиях — противоударные, противовзрывные, подводные
- Другие специальные виды громкоговорителей

Громкоговорители разного назначения
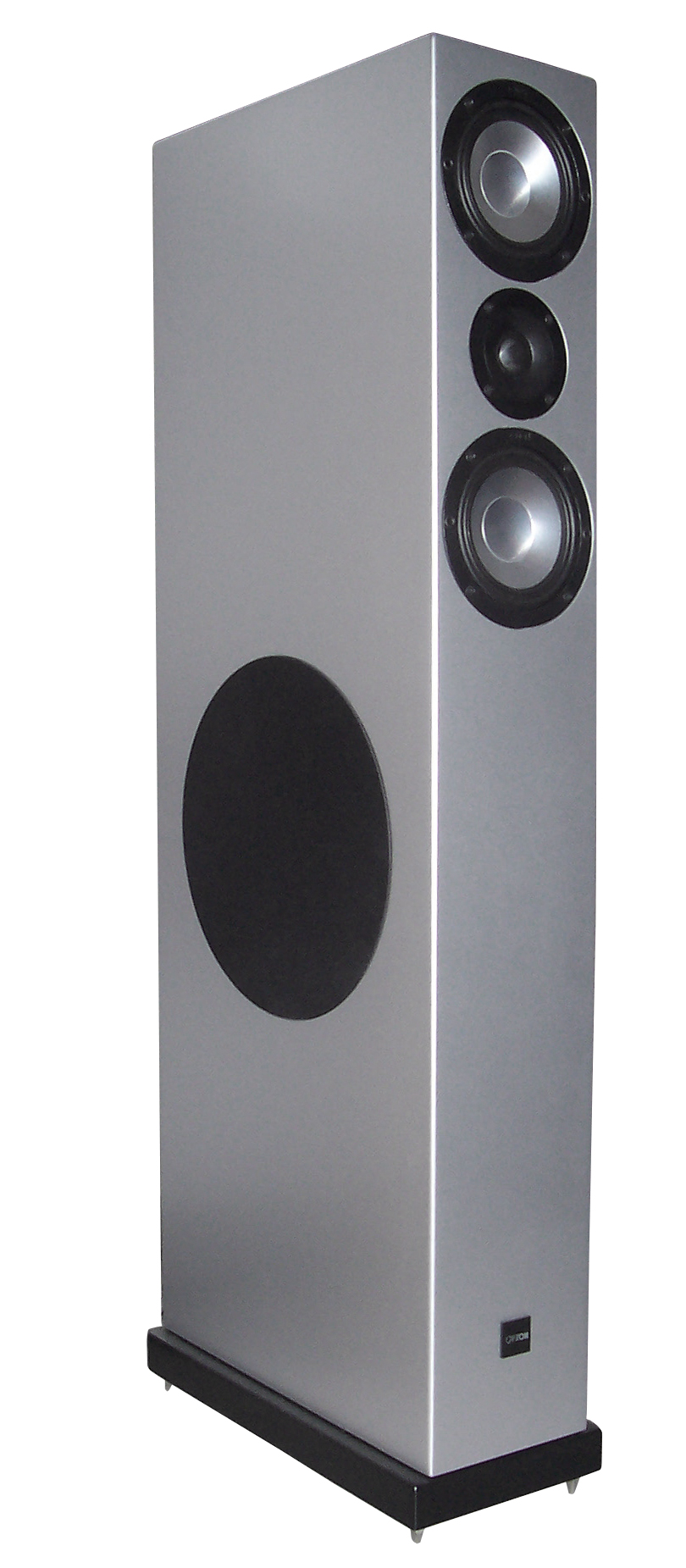
Акустическая система
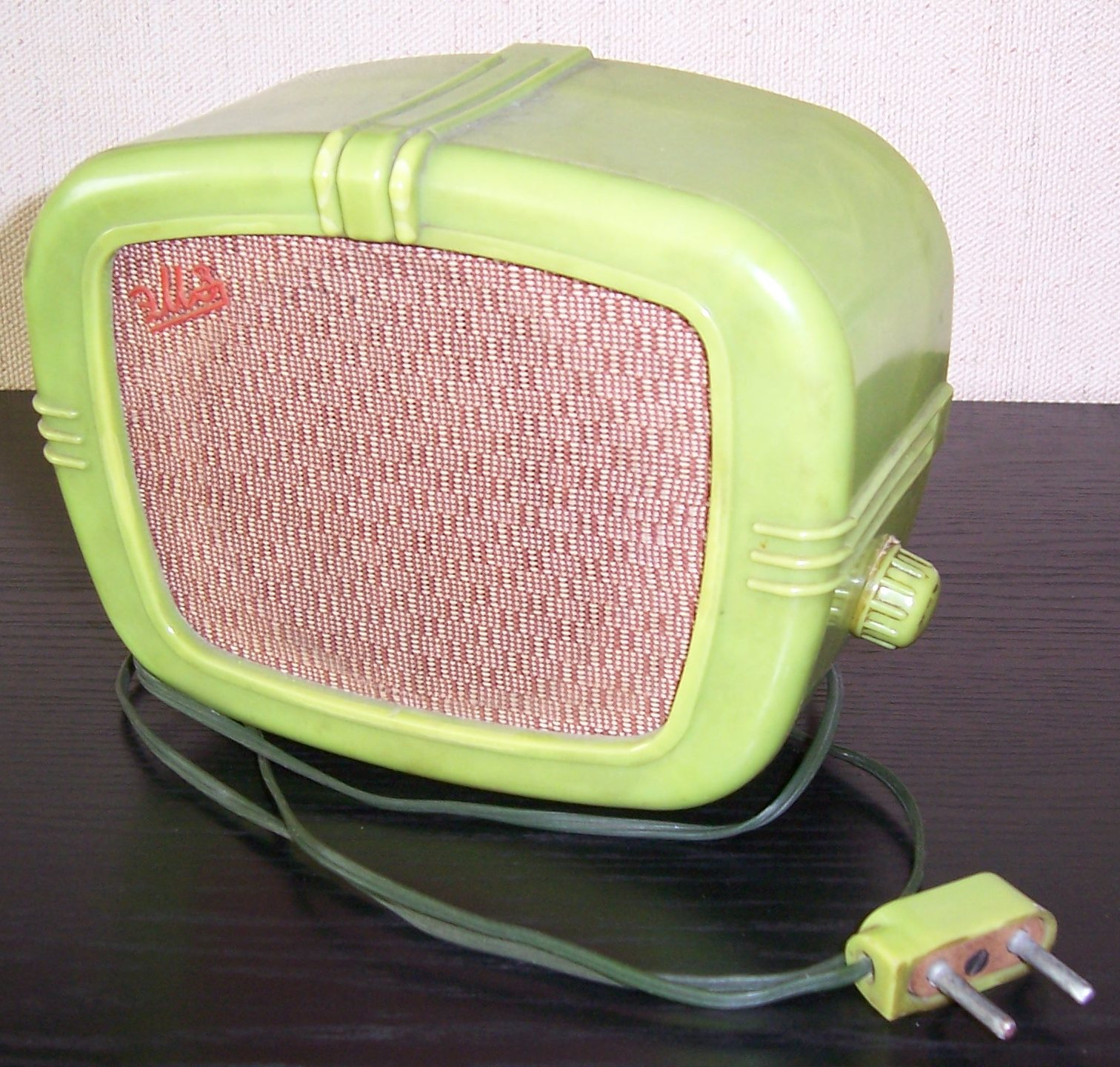
Абонентский громкоговоритель
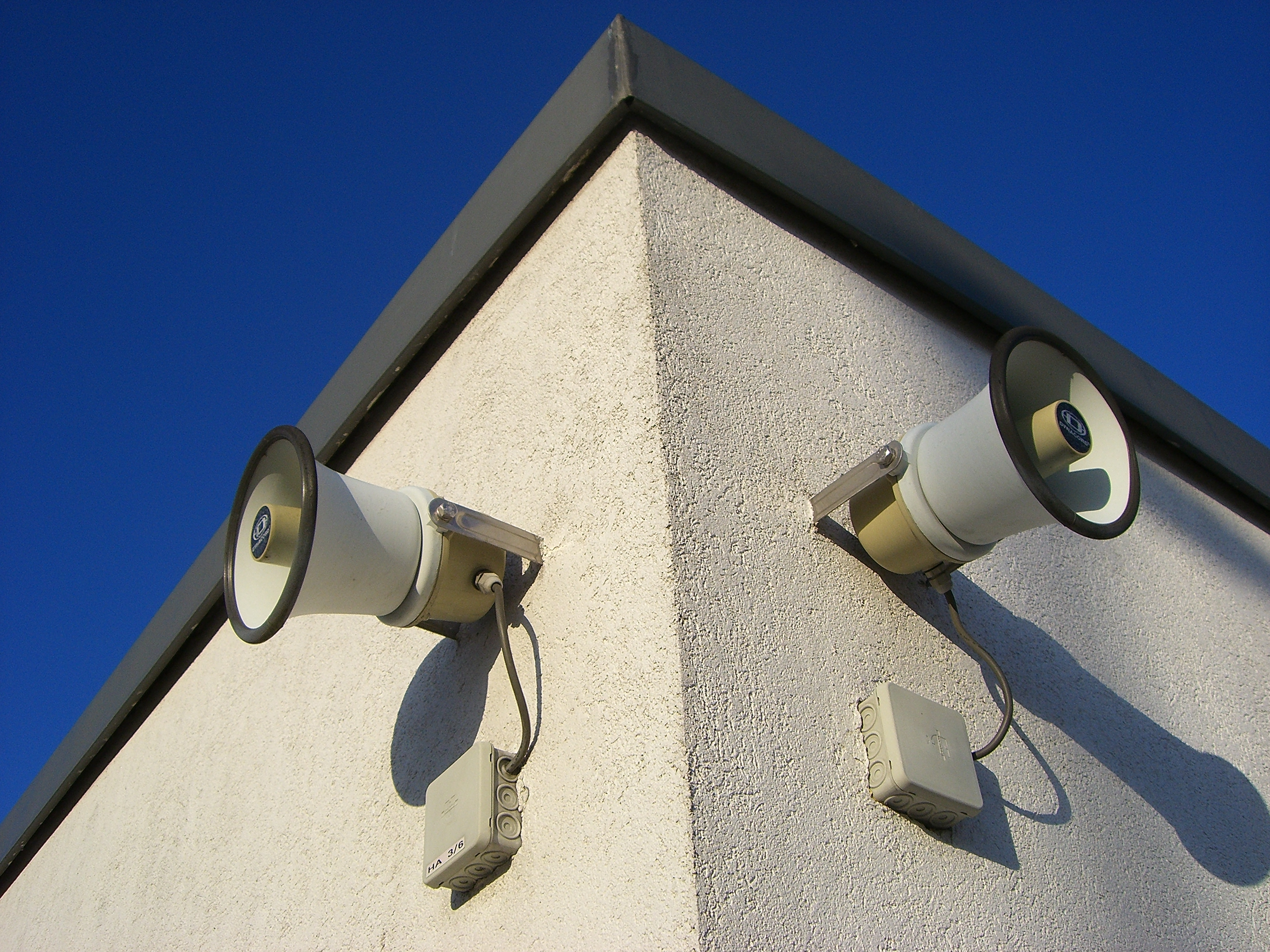
Уличные громкоговорители

### Классификация по другим признакам
- Однополосный (широкополосный, en:Full-range speaker) громкоговоритель — громкоговоритель, излучатель которого обеспечивает весь воспроизводимый диапазон частот;
- Многополосный громкоговоритель — громкоговоритель, головки которого работают в двух или более разных диапазонах частот (для разделения частот в нём применяется кроссовер, Audio crossover)

## Конструктивное исполнение
Громкоговорители можно разделить на ГГ для использования внутри помещений (внутренние) и уличные ГГ, которые соответствуют спецификации водонепроницаемости IP65.
Конструктивно, по внешнему виду, громкоговорители можно разделить на:
- напольный;
- настольный;
- настенный;
- потолочный;
- встраиваемый;
- панельный;
- подвесной;
- колонна (мини линейный массив, состоящий из нескольких излучающих динамических головок)
- модуль линейного массива
- рупорный
- декоративный

Параболический громкоговоритель (Parabolic loudspeaker) — громкоговоритель, который пытается сфокусировать свой звук, выходящий из его динамика, либо на когерентных плоских волнах, либо путем отражения звука на параболический отражатель, направленный на целевую аудиторию, либо путем размещения динамиков на параболической поверхности. Результирующий луч звука распространяется дальше с меньшим рассеиванием в воздухе, чем у рупорных громкоговорителей, и может быть более сфокусированным, чем громкоговорители с линейным массивом, что позволяет направлять звук на изолированные цели аудитории. Параболический громкоговоритель использовался для таких разнообразных целей, как направление звука на удалённые цели в центрах исполнительских искусств и на стадионах, для промышленных испытаний, для личного прослушивания на музейных выставках и в качестве звукового оружия.

### Рупорные громкоговорители
Horn loudspeaker

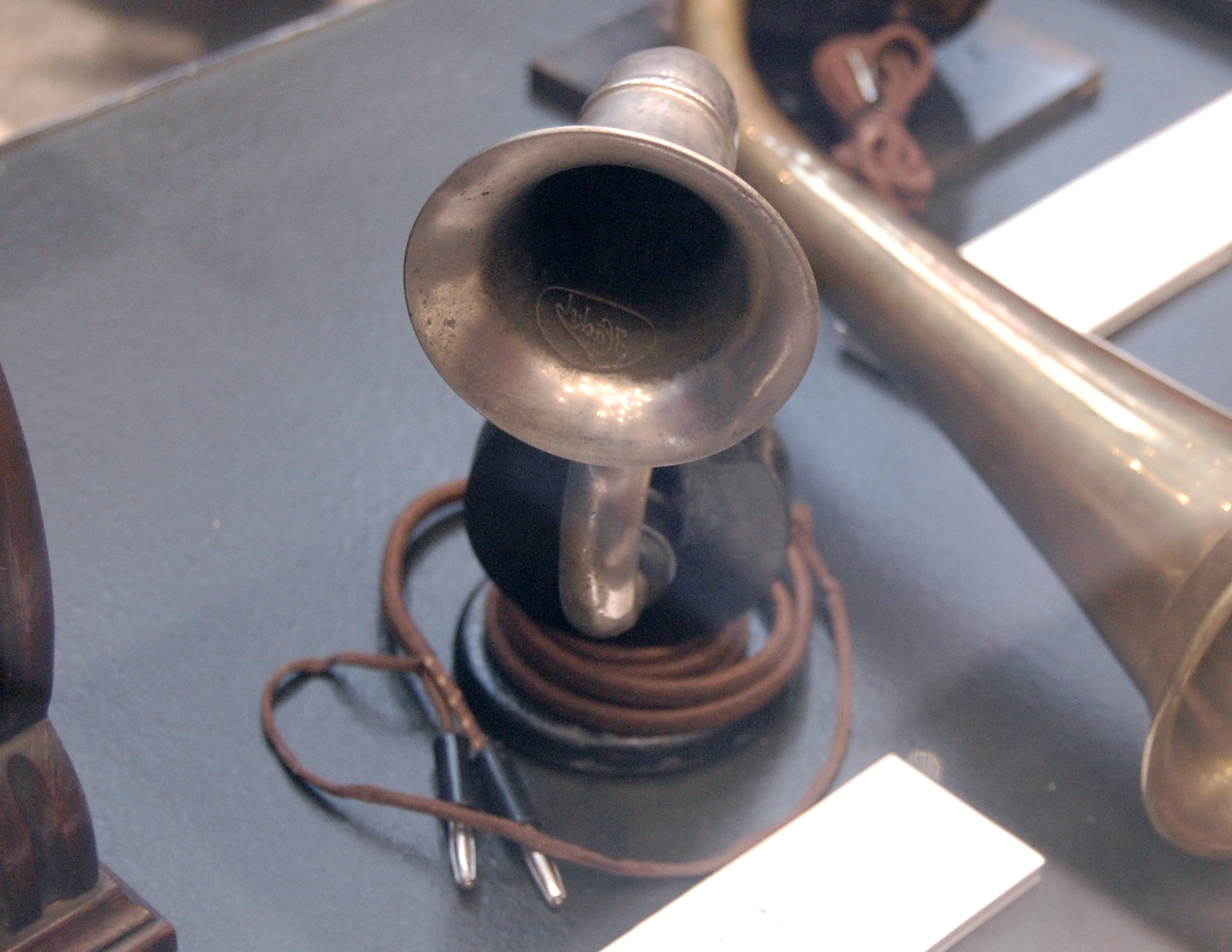

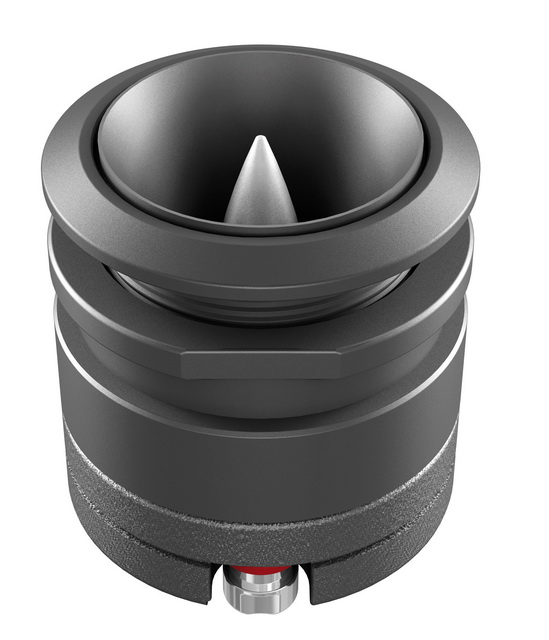
Автомобильный компрессионный рупорный ВЧ-громкоговоритель Hertz ST 25

Устройство рупорного громкоговорителя, применяющегося в мегафонах и уличных системах оповещения

Рупорные громкоговорители чаще всего применяется в случаях, когда требуется большая громкость, но не требуется высокого качества звука — в таком случае достаточно просто создать рупорный громкоговоритель небольших габаритов, развивающий значительное звуковое давление при небольшой подводимой мощности (а значит — имеющий высокий КПД).
Рупорный громкоговоритель состоит из электродинамической головки прямого излучения и рупора. Чаще всего применяется в составе мегафонов для озвучивания массовых мероприятий на открытом воздухе (в парках, на улицах и площадях), как наружное устройство для массового оповещения на производственных объектах, для излучения сигналов тревоги; сеть таких громкоговорителей имеется в распоряжении подразделений ГО и ЧС.
Использовались в прошлом в многополосной акустике, преимущественно в киноиндустрии, для воспроизведения средних и высоких частот, от 1000 до 20 000 Гц, но в дальнейшем от рупорных громкоговорителей здесь отказались, так как для рупорных громкоговорителей сложно добиться высокого качества звука при небольших габаритах.
Для более низких частот такие громкоговорители неприменимы, так как требуется рупор слишком большого размера.
В настоящее время рупоры с компрессионными драйверами иногда применяются и в бытовой Hi-Fi индустрии (от фирм Klipsch, Cerwin-Vega! и пр.), в сфере профессионального аудио (JBL pro), а также довольно широко распространены в нише так называемого Hi-End Audio — эксклюзивной аудиоаппаратуры для бытового пользования (Avantgarde Acoustic, Acapella Audio Arts, Cessaro), где чаще всего применяются крупногабаритные сферические рупоры на высоко- и среднечастотных диапазонах, а на низкие частоты работает активный НЧ-блок на динамических головках (хотя есть примеры и полностью рупорных систем во всей полосе частот). Подобные изделия эксклюзивны и отличаются чрезвычайно высокой стоимостью.

### Низкочастотный громкоговоритель
en:Woofer
Проектирование низкочастотных громкоговорителей (НЧ ГГ), как и всей конструкции в целом, так и их отдельных элементов, исходит из специальных требований, основные из которых следующие:
- НЧ ГГ, как правило, имеют более низкую чувствительность по сравнению со средне- и высокочастотными. В связи с этим для обеспечения необходимого звукового давления в области низких частот ДГ для них должны выдерживать значительные мощностные нагрузки (до 200 Вт и более), при сохранении тепловой и механической прочности;
- сравнительно низкая резонансная частота (16—30 Гц) применяемых в них ДГ, необходимая для обеспечения эффективного воспроизведения низкочастотных составляющих сигнала, требует высокой линейности упругих характеристик гибких элементов (подвеса и шайбы) при больших смещениях подвижной системы вплоть до ± 12—15 мм;
- для обеспечения «неокрашенности» звучания НЧ ГГ должны иметь, помимо малых уровней гармонических искажений, как можно более «гладкую» амплитудно-частотную характеристику (АЧХ) звукового давления, вплоть до верхней границы воспроизводимого ими диапазона частот (как правило, 1500—3000 Гц). Экспериментально показано, что для того, чтобы НЧ ГГ не вносил слышимой окраски в звучание акустической системы (АС) в верхней части воспроизводимого им диапазона, резонансные пики на его АЧХ должны быть не менее чем на 20 дБ ниже среднего уровня звукового давления, создаваемого АС в этой области частот.

Для удовлетворения таким требованиям, в ДГ, применямых в подобных ГГ, уделяется большое внимание конструктивной и технологической разработке всех элементов ДГ: подвеса, шайбы, диффузора, пылезащитного колпачка, звуковой катушки, гибких выводов звуковой
катушки, магнитной цепи и диффузородержателя.
См. также: Сабвуфер

## Разновидности

### Активные
Активный громкоговоритель (en:Active loudspeakers, en:Powered speakers)
Активными громкоговорителями называются те, в состав которых входит встроенный усилитель.
Могут быть как с питанием от сети, так и полностью автономные (на аккумуляторах и т. п.).

### Беспроводные
Беспроводной громкоговоритель (en:Wireless speaker)
Беспроводными громкоговорителями являются такие активные громкоговорители, в которых подведение электрического сигнала к ним осуществляетя без помощи проводов (кабелей), например при помощи инфракрасного либо радиоканала (Вайфай, Блютус и пр.) передачи данных.
См. также:
Умная колонка
- aptX (apt stands for audio processing technology) — семейство проприетарных алгоритмов сжатия аудиокодеков, принадлежащих Qualcomm, с упором на беспроводные (Блютус) аудиоприложения.
- WiSA[англ.] — аппаратный и программный стандарт для беспроводной передачи цифрового звука от источника звука к беспроводным ГГ. Стандарт основан на технологии корпорации WiSA Technologies. Стандарт продвигает Ассоциация беспроводных динамиков и аудио (WiSA Association), в которую входят производители бытовой электроники, розничные продавцы и технологические компании. Обеспечивает высокое качество звука (до 24 бит / 96 кГц).